# Episthetosoma appendiculatum
Episthetosoma appendiculatum är en tvåvingeart som beskrevs av Hollande, Cachon och Vaillant 1952. Episthetosoma appendiculatum ingår i släktet Episthetosoma och familjen spyflugor.
Artens utbredningsområde är Centralafrikanska republiken. Inga underarter finns listade i Catalogue of Life.